# تضيق الوريد الأجوف الخلقي
تضيق الوريد الأجوف الخلقي شذوذ خلقي يظهر فيه تضيق أو انقطاع شاذ في الوريد الأجوف العلوي أو الوريد الأجوف السفلي.
يمكن أن يكون عديم الأعراض، ويمكن أن يؤدي إلى تراكم السوائل والفشل القلبي الرئوي في حالات أخرى.

## الأعراض والعلامات
قد لا تُظهر الأمراض القلبية الخلقية علامات أو أعراض حتى مراحل لاحقة من حياة الطفل وتُشخص متأخرًا. يكون تضيق الوريد الأجوف السفلي الخلقي عديم الأعراض لدى الكثير من المرضى. يظهر لدى المراهقين الذكور المصابين بهذه الحالة أعراض مثل الخثار الوريدي العميق العفوي في الطرفين السفليين وتورم الساق وآلام الساق والدوالي في الطرفين السفليين والخثار الكبدي والتغوط الدموي. نادرًا ما يظهر تسرب الكيلوس (انصباب الجنب الكيلوسي) بوصفه أحد أعراض تضيق الوريد الأجوف العلوي الخلقي لدى المرضى الرضع. ينتج تسرب الكيلوس، وهو أحد المضاعفات النادرة، بعد أذية عرضية مباشرة ويمكن أن يؤدي إلى زيادة ضغط القناة الصدرية. يحدث تسرب الكيلوس عادة لدى المرضى الذين يعانون من آفات خلقية معقدة إضافية في القلب، ما يزيد من خطر التشوهات الوعائية الكامنة. تشمل الأعراض الأخرى التي تظهر في وقت لاحق من المراهقة ارتفاع ضغط الدم الوريدي وتشمع الكبد التالي للنخر وارتفاع ضغط الوريد البابي.

## التشخيص
يُعتبر تضيق الوريد الأجوف الخلقي تصنيفًا فرعيًا من طيف أمراض القلب الخلقية التي تشمل الأوعية المحيطة بالقلب ما يؤدي إلى تعطيل تدفق الدم القلبي الوعائي الطبيعي. يوضَع التشخيص عادة في مرحلة المراهقة المبكرة، وتُكتشف الحالة من خلال أعراض تحدث تلقائيًا مثل الخثار الوريدي العميق. تُشخص أعراض الخثار الوريدي العميق بالموجات فوق الصوتية مع الدوبلر الوريدي. نادرًا ما تكتشف الموجات فوق الصوتية مع الدوبلر الوريدي وجود شذوذ في الوريد الأجوف السفلي منذ الولادة. تجعل الصعوبات في تحديد التضيق الخلقي للوريد الأجوف التشخيص غير شائع. من النادر أن يُكتشف التضيق الخلقي للوريد الأجوف السفلي من خلال فحوصات التصوير المقطعي المحوسب للبطن، وقد تسبب مجموعة من المظاهر السريرية التي تعتمد على نمط التصريف عند الفرد. يمكن أن تكشف أدوات التشخيص الإضافية مثل تخطيط صدى القلب (إيكو القلب) عبر الصدر عن تضيق الوريد الأجوف الذي يُظهر سرعة تدفق منخفضة. يمكن أن يتظاهر تضيق الوريد الأجوف الخلقي على شكل فشل تنفسي حاد وانصباب في الرئة اليمنى عند إجراء التصوير بالأشعة السينية للصدر.

## العلاجات
قد لا يكون علاج المرض القلبي الخلقي ضروريًا. عند الحاجة للعلاج، يمكن استخدام الأدوية وإجراءات القسطرة والجراحة التصحيحية وزراعة القلب وفقًا لشدة المرض وعمر المريض وصحته العامة. يمكن تخفيف أعراض ارتفاع ضغط الدم الوريدي، المرتبط بمرض القلب الخلقي، من خلال الجراحة لأنه يقلل من احتمال الإصابة بخثار الأوردة الكبدية. تُعتبر الدعامات داخل الوعائية من طرق علاج التضيق الخلقي للوريد الأجوف. استُخدمت الدعامات المعدنية من أجل توسيع الوريد الأجوف المتضيق والحفاظ على النتائج. أظهرت التجارب التي أجريت على الكلاب المهجنة بعض الإخفاقات في التوسيع والانزياح المبكر ومضاعفات الانسداد لدى المرضى. حدث تراجع فوري للأعراض المستمرة لدى مريضين. 
يُعتبر التوسيع بالبالون المزدوج تقنية أخرى تُستخدم لعلاج تضيق الوريد الأجوف. يتضمن التوسيع بالبالون المزدوج إدخال قسطرة في الأوعية الفخذية اليمنى واليسرى توضع بالتوازي مع الآفات المتضيقة وتُنفخ في الآن ذاته. تؤدي تقنية البالونين إلى انخفاض كبير في تدرجات الضغط من خلال تحقيق توسيع أكبر باستخدام بالونين صغيرين عوضًا عن استخدام بالون واحد كبير. تُنفخ البالونات وتُفرغ بشكل متكرر لتقليل مقاومة الأوعية للنفخ. بمجرد إزالة البالونات، تُمرر قسطرة طرفية فوق الأسلاك لضمان حدوث انخفاض معتدل في الضغط الدوراني الامتلائي ثم توضع دعامة. من الشائع حدوث انخفاضات كبيرة في الضغط بعد إجراءات التوسيع بالبالون المفرد.